# Calao pie
Anthracoceros albirostris
Espèce
Statut de conservation UICN

 LC  : Préoccupation mineure
Statut CITES
Le Calao pie (Anthracoceros albirostris) est une espèce d'oiseau de la famille des Bucerotidae.

## Description

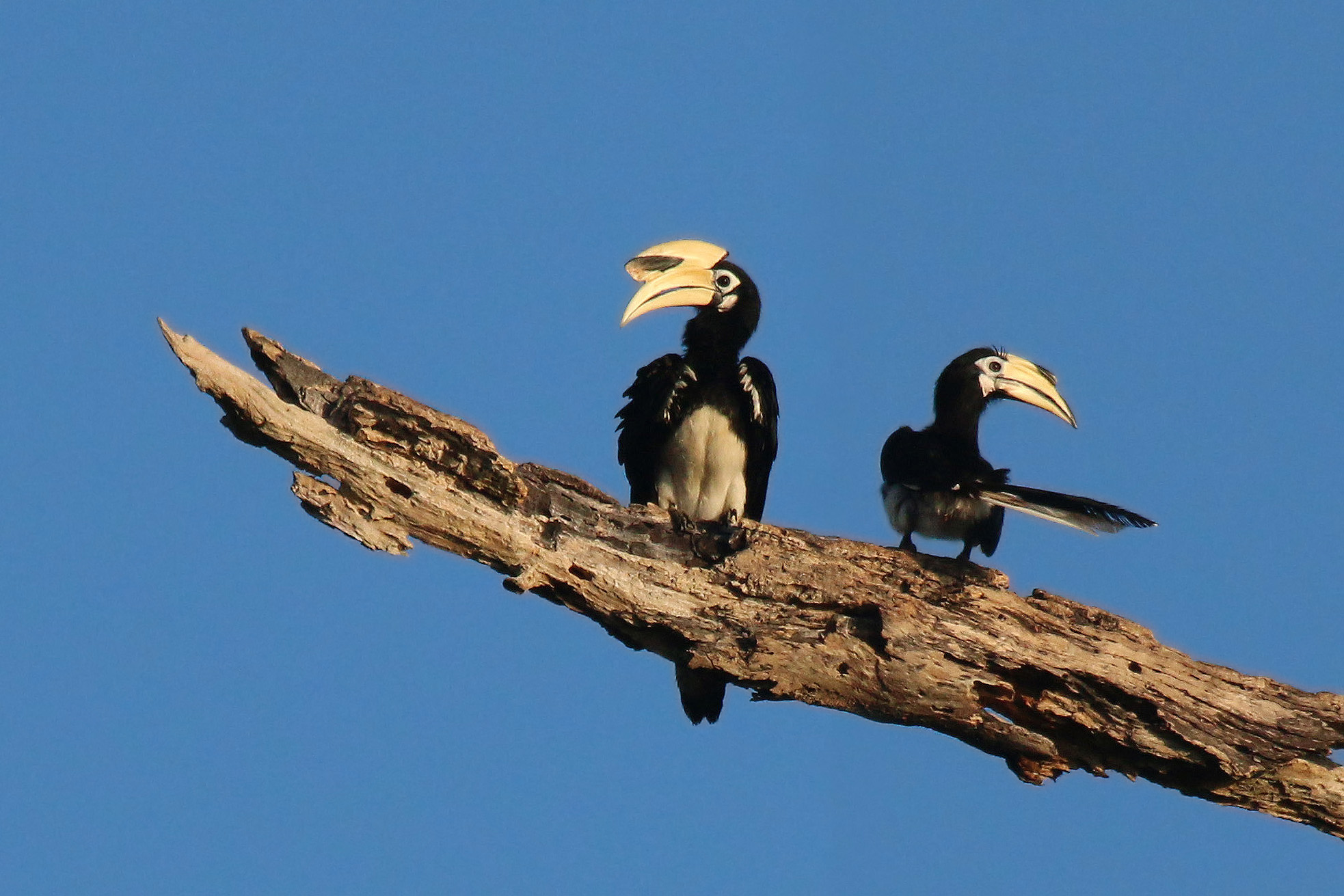

Le calao pie mesure 55-60 cm et pèse entre 600 et 1050 g. Son plumage est noir et blanc. Son bec blanc ivoire est surmonté d'une protubérance tirant presque vers le jaune.
Il est essentiellement frugivore pendant 9 mois de l'année et ensuite omnivore pendant la période de reproduction.
En vol, sa vitesse moyenne atteint les 50 km/h.
Le calao pie aime vivre en société et se groupe dans les forêts tropicales avec une douzaine de ses semblables.

## Répartition et sous-espèces
Son aire s'étend à travers le nord-est de l'Asie du Sud, le sud de la Chine et toute l'Asie du Sud-Est.
Selon la classification de référence du Congrès ornithologique international (15.1, 2025) il se répartit en deux sous-espèces :
- Anthracoceros albirostris albirostris (Shaw, 1808) — nord-est de l'Asie du Sud et Indochine ;
- Anthracoceros albirostris convexus (Temminck, 1832) Calao malais – péninsule Malaise, Sumatra, Bornéo et Java.

## Galerie

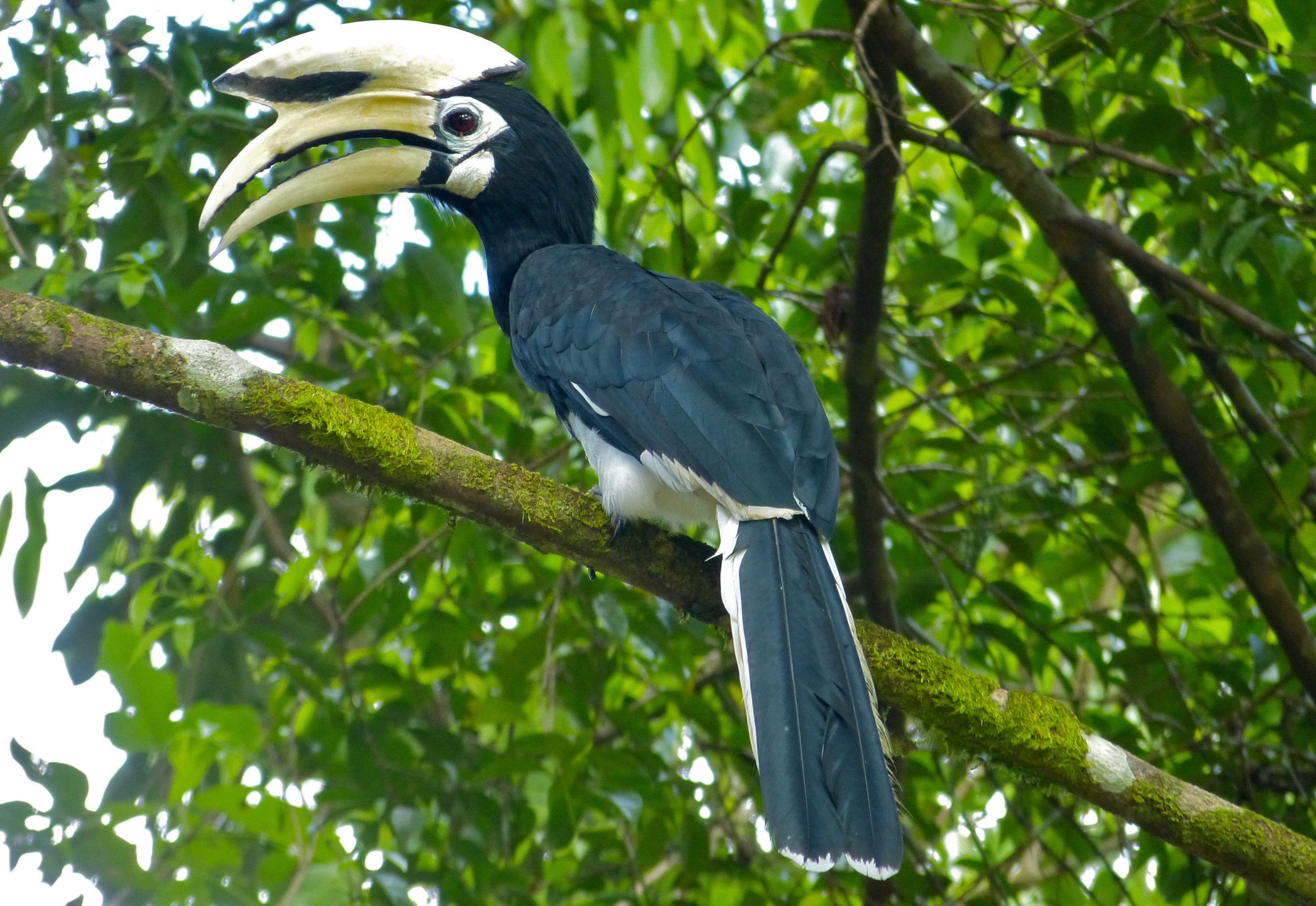
Calao pie ♂ (Sabah, Malaisie)
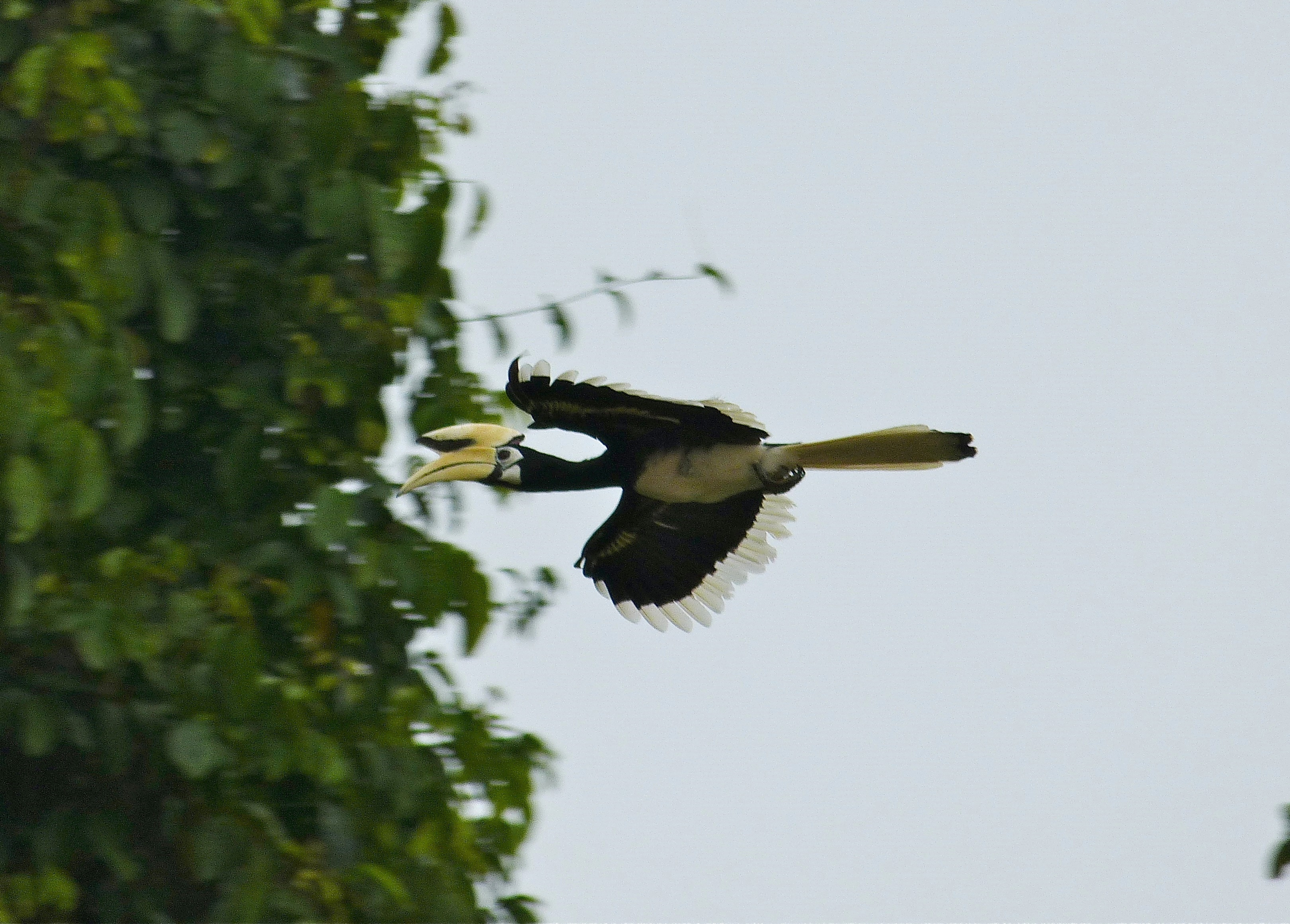
Cri du calao pie (52 s)
- Calao pie ♂ en vol
- Bruit du calao pie en vol (42 s)